# Kindertagesstätte

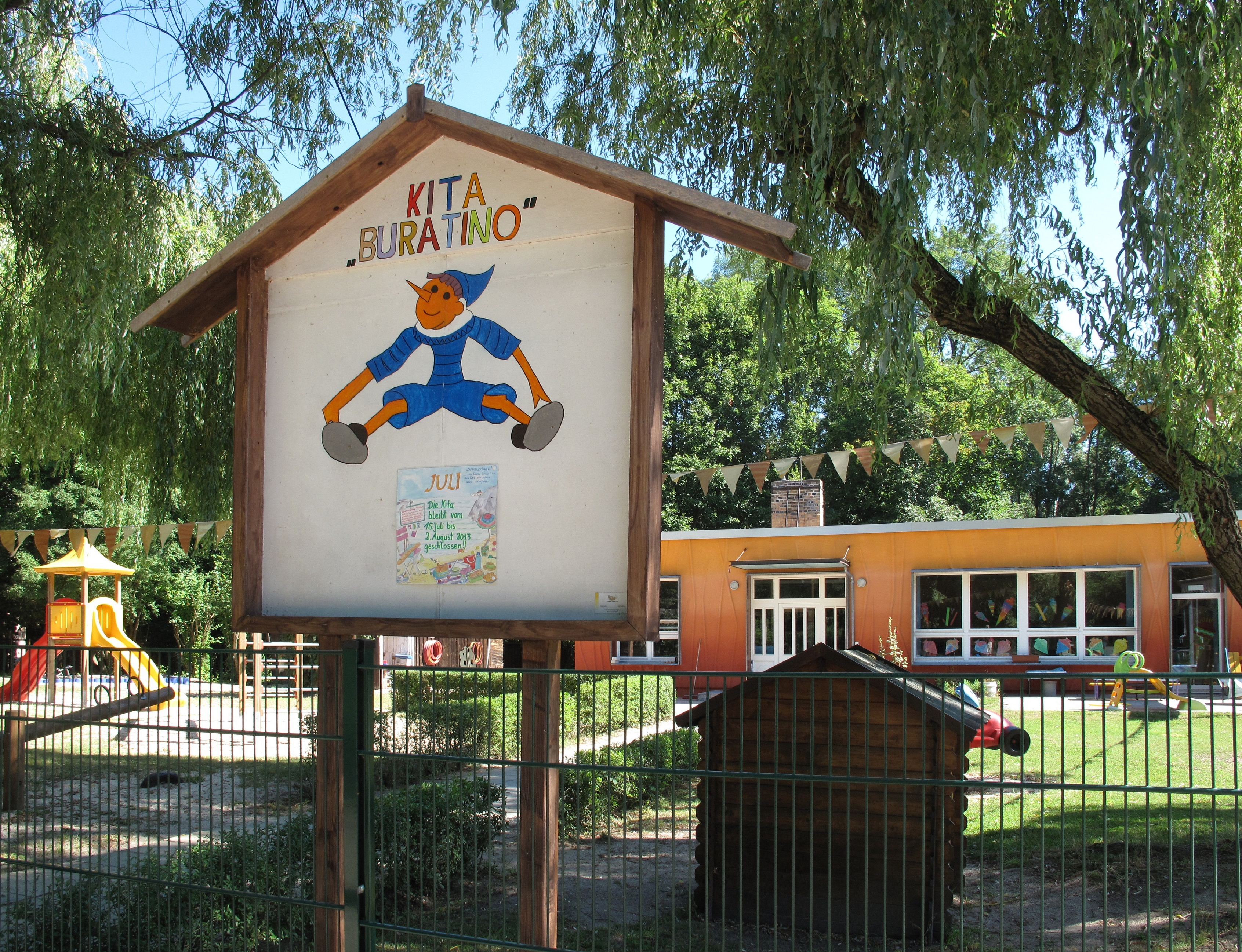
Kita „Buratino“ in Kummersdorf

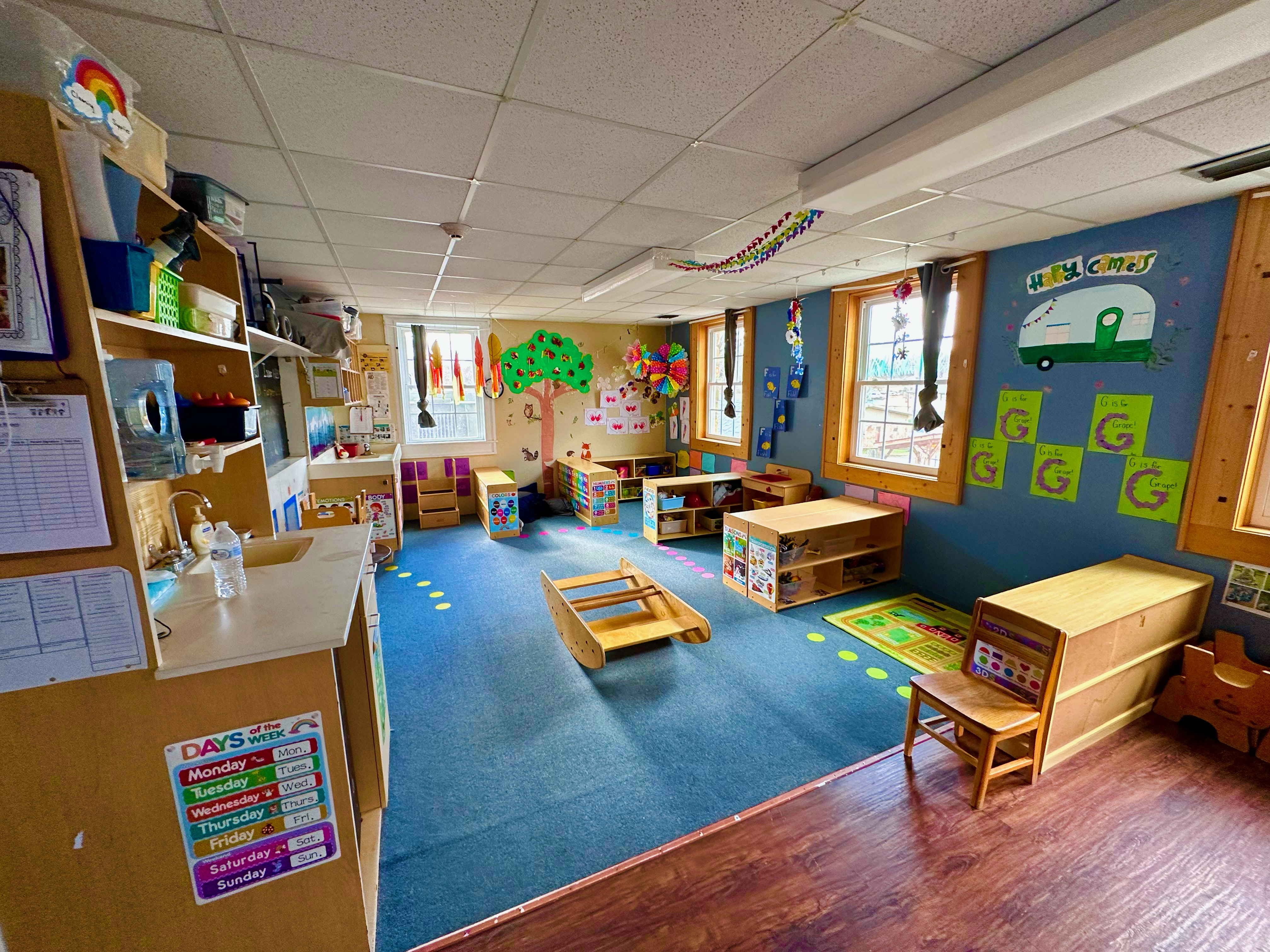
Exemplarischer Raum, USA

Eine Kindertagesstätte, seltener Kindertagesheim genannt, in Deutschland auch Kindertageseinrichtung (Kita), in Österreich auch Ganztagskindergarten, ist eine Einrichtung zur institutionellen Bildung, Erziehung und Betreuung von Kindern durch pädagogische Fachkräfte. Die genaue Definition ist national oder regional unterschiedlich.

## Deutschland

### Allgemein
In Deutschland heißen je nach Region unterschiedliche Regeleinrichtungen Kindertagesstätte (Kurzform: KiTa oder Kita):
- die Kinderkrippe (für Kinder von einem halben bis drei Jahre),
- der Kindergarten (für zweieinhalb- bis sechsjährige Kinder)
- der Hort oder Schulhort, den Grundschulkinder oder Mittelschulkinder nach Schulende und in den Ferien besuchen können.

Auch Häuser für Kinder, die alle drei Altersgruppen (Kinderkrippe, Kindergarten, Hort) betreuen und bilden, und Kooperationen, in den Krippen- und Kindergartenkinder gemeinsam oder nebeneinander betreut und gefördert werden, sind Kindertagesstätten. Integrative oder inklusive Kindertagesstätten nehmen Kinder ohne und mit Behinderungen auf.
In heilpädagogischen Tagesstätten werden behinderte und von Behinderung bedrohte Kinder exklusiv betreut.
Kindertagesstätten gehören der Kinder- und Jugendhilfe an. Neben dem Achten Buch Sozialgesetzbuch bilden die Rahmenpläne der verschiedenen Bundesländer (z. B. Berliner Bildungsprogramm) und die durch Träger oder Einrichtung festgelegte Konzeption die Grundlage für die pädagogische Arbeit der mitunter multiprofessionellen Fachkräfte.
In Deutschland gab es am 1. März 2024 rund 60.600 Kindertageseinrichtungen mit 778.200 Beschäftigten. Die meisten Kindertageseinrichtungen gibt es in den bevölkerungsreichen Bundesländern Nordrhein-Westfalen, dicht gefolgt von Bayern und Baden-Württemberg.

### Träger
Neben den traditionellen kirchlichen Trägern (Caritas, Diakonisches Werk u. v. m.), den großen Wohlfahrtsverbänden (Der Paritätische, Arbeiterwohlfahrt u. v. m.), den kommunalen Trägern, wie den Gemeinden und Städten, gibt es aufgrund der massiven staatlichen Förderung immer mehr gewerblich-private Anbieter.
Betriebstagesstätten werden meist von betriebsfremden Trägern an einem Firmenstandort betrieben.
Elterninitiativen und Kinderläden gibt es seit den 60er Jahren.
Reformpädagogische Einrichtung wie Waldorf-Kindergärten und Montessori-Häuser gibt es seit Jahrzehnten in Vereinsform.
Für Kitas für Kinder und Jugendliche mit Behinderung gibt es in der Regel dieselben Träger.

### Pädagogisches Personal in Kindertagesstätten
In Kindertagesstätten arbeiten pädagogische Fachkräfte wie Erzieher, Kindheitspädagogen, Sozialpädagogen, Heilpädagogen, Heilerziehungspfleger, ausgebildete Ergänzungskräfte wie Kinderpfleger und Sozialassistenten und teilweise fachfremde oder ungelernte Hilfskräfte oder Seiteneinsteiger und Praktikanten.
Der Ausbau der Kita-Betreuungsplätze stockt. Als Gründe für den schleppenden Ausbau der Betreuungsplätze gelten neben fehlendem politischen Willen auch der Mangel an qualifiziertem Personal. Zwar sei laut einer Umfrage unter den zuständigen Landesministerien die Zahl der Erzieher-Ausbildungsplätze zwischen 2007 und Anfang 2013 um rund 35 Prozent gesteigert worden, jedoch sei dies nicht ausreichend, um die Nachfrage zu decken. Fast 20.000 Mitarbeiter kamen aus fachfremden Bereichen (beispielsweise aus der Kinderkrankenpflege) oder hatten eine Schnellausbildung erhalten. Im Frühjahr 2012 arbeiteten in deutschen Kindertagesstätten mehr als 9.300 Menschen ohne abgeschlossene Berufsausbildung. Rund 1.000 Beschäftigte hatten ein Hochschulstudium der Studienrichtung Kindheitspädagogik absolviert. Von den Beschäftigten sind im Jahr 2016 insgesamt 15 % befristet beschäftigt gewesen. Rund 60 % der Mitarbeitenden arbeiten in Teilzeit.
Zum Stichtag 1. März 2017 zählten 692.643 Personen zum pädagogischen, Leitungs- und Verwaltungspersonal in Tageseinrichtungen. Nach höchstem Berufsausbildungsabschluss aufgeschlüsselt sind davon rund 401.188 Erzieher, 5.572 Kindheitspädagogen, 17.230 Diplom-Sozialpädagogen (FH) / Diplom-Sozialarbeiter (FH), 7.460 Diplom-Pädagogen, Diplom-Sozialpädagogen, Diplom-Erziehungswissenschaftler mit einem Universitätsabschluss sowie 65.980 Kinderpfleger.
Der Anteil männlicher Erzieher lag in deutschen Kindertagesstätten im Jahr 2016 bei 5,0 %; der niedrige Männeranteil ist relativ konstant und lag 1997 bei 3 %. Das Bundesfamilienministerium gibt 20 % als Zielforderung vor. Aktivitäten zur Erhöhung des Männeranteils beruhen zu oft nur auf dem persönlichen Engagement Einzelner. „Sie brauchen gesellschaftliche und politische Unterstützung.“
Im Frühjahr 2015 gab es in Deutschland 69 Bachelor- und 11 Master-Studiengänge mit dem Schwerpunkt „Frühpädagogik“/ „Kindheitspädagogik“. 2015 waren in Deutschland 2.365 Absolventen kindheitspädagogischer Bachelor-Studiengänge genannt: „Nach einem rasanten Anstieg seit 2004 stagniert die Zahl der Studienanfängerinnen und -anfänger früh- bzw. kindheitspädagogischer Bachelor-Studiengänge seit 2013 auf hohem Niveau.“

### Hauswirtschaft
Anlässlich des 16. Kinder- und Jugendhilfetages 2017 in Düsseldorf wurde eine Erklärung zur Forderung von einheitlichen Qualitätsstandards für Kitas veröffentlicht. Der Deutsche Hauswirtschaftsrat sieht es als zwingend erforderlich an, bei Qualitätsstandards für Kindertagesstätten sowohl ein pädagogisches Konzept als auch ein Hauswirtschaftskonzept zu erarbeiten.

### Kosten

#### Gesamtwirtschaftliche Kosten und Finanzierung
Die öffentlichen Ausgaben für Kindertagesstätten beliefen sich im Jahr 2014 bundesweit auf 23,7 Milliarden Euro. Seit dem Jahr 2007 sind die Ausgaben über 80 % gestiegen. Die hohe Ausgabendynamik erklärt sich aus dem Ausbau der Betreuung unter Dreijähriger Kinder, welcher im Jahr 2007 von Bund, Ländern und Kommunen beschlossen wurde. Kindertagesstätten werden in Deutschland außer in Bayern nicht als Bildung, sondern als soziale Leistung der Kommunen betrachtet. Dieser Umstand erklärt zum großen Teil den starken Anstieg im Bereich kommunale Sozialausgaben. Mit dem Beschluss zum Kita-Ausbau 2007 ging ebenso eine Kofinanzierung durch den Bund einher. Da direkte Finanztransfers vom Bund zu den Kommunen verfassungsrechtlich nicht statthaft sind, wurde ein Sondervermögen gegründet. Es umfasste für die Jahre 2008 bis 2013 vier Milliarden Euro für Bau und Betrieb. Die Bundesregierung stockte diese Mittel mehrfach auf. Seit 2015 werden jährlich 845 Millionen Euro aus der Umsatzsteuer des Bundes an die Gemeinden umverteilt. Über die Finanzierungsanteile des Bundes hinaus werden Kita-Ausgaben in den meisten Flächenländern auch über die Länder direkt bezuschusst. Dies kann über Bedarfsfaktoren im allgemeinen Finanzausgleich oder über Förderprogramme der Ressorts erfolgen. Infolge unterschiedlicher Finanzierungsstrukturen ist der bei den Gemeinden verbleibende Kostenanteil überregional nicht vergleichbar.

#### Förderung
Privat-gewerbliche Träger von Kitas erhalten, je nach Bundesland, in der Regel eine geringere Förderung als öffentlich-kirchliche Träger. Lediglich das Land Hamburg unterscheidet nicht zwischen den Trägern: Zum Stichtag 1. März 2015 wurden über 98 % der Tageseinrichtungen in Hamburg von freien Trägern betrieben.:S. 91 Eine 2008 vom Bundesfamilienministerium geplante Gleichstellung aller Träger auf gesetzlicher Grundlage scheiterte.

#### Kita-Gutscheine
Nach dem Scheitern des Gesetzesentwurfs führten die Länder Berlin und Hamburg Kita-Gutscheine für Kindertagesstätten ein. Ziel dieser Maßnahme ist die finanzielle Entlastung der Eltern und eine bedarfsgerechte Betreuung der Kinder. Im Unterschied zu Berlin ist in Hamburg ein gesetzlicher Anspruch auf eine Halbtagsbetreuung von der Geburt bis zur Einschulung des Kindes gegeben. Der Anteil des Beitrags, der von den Eltern zu entrichten ist, hängt im Wesentlichen vom Nettoeinkommen ab und wird als Elternbeitrag bezeichnet.

#### Kosten für die Eltern
Die Kosten einer Kita hängen stark vom Wohnort, dem Träger, dem Alter des Kindes, dem Betreuungsangebot und den Betreuungszeiten ab und werden von sozialen Aspekten, wie dem Einkommen und der Kinderanzahl in den Familien, beeinflusst.
In vielen Bundesländern sind Kitas schlicht kostenlos, zum Teil jedoch erst ab 3 Jahren oder für die letzten 2 Jahre vor der Einschulung. In Berlin und Mecklenburg-Vorpommern sind Kitas für Kinder jeden Alters kostenfrei. Im Saarland sind Kitas ab 2027 kostenfrei. Eltern, die Kinderzuschlag, Leistungen nach dem SGB II oder Wohngeld beziehen, müssen generell keine Kita-Gebühren mehr zahlen.
Kosten für den Besuch von Kindertagesstätten können von den Eltern im Rahmen der Einkommensteuererklärung als Kinderbetreuungskosten abgesetzt werden.

### Rechtliche Verankerung
In Deutschland ist die Kindertagesbetreuung Teil der Kinder- und Jugendhilfe und findet ihre rechtliche Grundlage in den §§ 22 bis 26 SGB VIII (Kinder- und Jugendhilfegesetz). Die Ausgestaltung erfolgt für jedes Bundesland auf länderrechtlicher Ebene (für Berlin beispielsweise im Kindertagesförderungsgesetz – KitaFöG -).
Seit 2005 werden nach § 24 Abs. 3 SGB VIII Kinder erwerbstätiger oder arbeitsuchender Eltern bei der Zuteilung eines Kinderbetreuungsplatzes bevorzugt. Sofern jedoch nicht genug Plätze für alle erwerbstätigen Eltern zur Verfügung stehen, erhalten nach allgemein etablierter Regel Kinder von Alleinerziehenden Vorrang vor Kindern von Eltern, die eine Ausbildung absolvieren oder berufstätig sind, einen Betreuungsplatz.
Für Kinder ab Vollendung des dritten Lebensjahres besteht in Deutschland nach § 24 Abs. 1 SGB VIII bis zum Schuleintritt ein Rechtsanspruch auf einen wohnortnahen halbtägigen Platz. Der Versorgungsgrad mit Betreuungsplätzen für Kinder unter drei Jahren war bisher in Westdeutschland relativ niedrig (2 % im Jahr 2005), steigt jedoch an. Am 1. August 2013 ist eine gesetzliche Regelung in Kraft getreten, nach der ein Kind, das das erste Lebensjahr vollendet hat, bis zur Vollendung des dritten Lebensjahres einen Rechtsanspruch auf frühkindliche Förderung in einer Tageseinrichtung oder in Kindertagespflege hat. Stellt die Kommune keinen Platz bereit, kann den Eltern eine Entschädigung als Ausgleich für den Verdienstausfall zustehen. Unklar blieb bislang, inwieweit der Rechtsanspruch eine wohnortnahe frühkindliche Förderung beinhaltet und, ob der Anspruch, sofern keine freien Plätze vorhanden sind, durch Verweisung an eine Tagesmutter erfüllt werden kann.

### Kinderlärm
Laut der Landesvereinigung für Gesundheit (LVG) Sachsen-Anhalt herrschten in Kitas Lärmbelastungen, die bei Maximalwerten lautem Verkehrslärm entsprächen. Die LVG versucht deswegen Kinder für die eigene Lautstärke zu sensibilisieren, weil durch den Lärm die Konzentrationsfähigkeit vermindert werden kann und er die Kinder am Sprachverstehen und -verarbeiten behindere.
2011 wurde in Deutschland das Bundes-Immissionsschutzgesetz (BImSchG) geändert. Nach § 22 Absatz 1a BImSchG sind „Geräuscheinwirkungen, die von Kindertagesstätten“ ausgehen, „im Regelfall keine schädliche Umwelteinwirkung“ mehr, so dass Klagen gegen Kinderlärm oder gegen die Errichtung von Kitas in Wohngebieten keine Erfolgsaussichten mehr haben.

### Gesundheitsförderung am Arbeitsplatz Kita
Die Arbeit in Kitas ist für das Personal oft mit ungünstigen Arbeitsbedingungen verbunden. Diese betreffen vor allem die Bereiche Ergonomie, Belüftung, Beleuchtung und Akustik und haben großen Einfluss auf die Gesundheit und Arbeitszufriedenheit der Erzieherinnen und Erzieher. Ein erheblicher Anteil der Arbeitsbelastungen lässt sich durch Maßnahmen reduzieren, die sowohl die technische Gestaltung der Kita als auch die Arbeitsorganisation der Kita betreffen. Maßnahmen werden idealerweise präventiv durchgeführt, können aber auch nachträglich implementiert werden. Mögliche Maßnahmen sind nachfolgend aufgeführt.
- Ergonomie: Erwachsenengerechtes und ergonomisch gestaltetes Mobiliar wie roll- und höhenverstellbare Tische und Stühle gewährleistet, dass sich Erzieherinnen und Erzieher rücken- und knieschonend bewegen können. Einrichtungsgegenstände, die für bestimmte Tätigkeiten genutzt werden, sollten möglichst an der Stelle bleiben, an der sie gebraucht werden, um Muskel-Skelett-Belastungen durch unnötiges Hin- und Hertragen zu vermeiden.[28]

- Raumklima: Die Aus- oder Nachrüstung von raumlufttechnischen Anlagen kann als Unterstützung der natürlichen Lüftung wirken. Vor allem im Sommer sorgen Jalousien oder Ähnliches für eine künstliche Beschattung großer Glasflächen, sodass sehr hohe Temperaturen im Innenraum vermieden werden.

- Beleuchtung: Die natürliche Beleuchtung durch ausreichend große Fensterflächen sollte mit einer schwerpunktmäßig erhöhten Beleuchtung (zum Beispiel durch zusätzliche Stehlampen) kombiniert werden. Diese dient für besondere Sehaufgaben wie etwa Basteln.

- Raumakustik: Speziell abgestimmte Akustikdecken und Absorberpaneele verbessern die Sprachverständlichkeit und vermindern Störgeräusche. Eine derart optimierte akustische Umgebung führt zu einer geringeren Lärmbelastung der Beschäftigten und fördert den Lernprozess der Kinder.

- Umfassende Workshops zur Verhaltensprävention für alle Angestellten der Kita: In Workshops lässt sich Hintergrundwissen zu gesundem Arbeiten vermitteln. Auf dieser Grundlage kann das Personal die Arbeitsabläufe und das persönliche Arbeitsverhalten kritisch hinterfragen und Belastungen eigenständig verringern.

Ein Gesamtpaket gesundheitsförderlicher Gestaltungsempfehlungen wurde im Projekt „MusterKiTa“ der Unfallkasse Rheinland-Pfalz und dem Institut für Arbeitsschutz der Deutschen Gesetzlichen Unfallversicherung (IFA) in Kooperation mit der Stadt Neuwied als Kita-Träger in die Praxis umgesetzt. Durch einen Vorher-nachher-Vergleich wurde messtechnisch belegt, dass sich die Arbeitssituation verbessert hat.
Maßnahmen zur Vermeidung von Muskel-Skelett-Belastungen in Kitas fördern die Arbeitsfähigkeit des Personals und unterstützen es darin, seinen Bildungs-, Erziehungs- und Betreuungsauftrag wahrzunehmen, sodass auch die Kinder profitieren. Maßnahmen zur Verbesserung der Beleuchtung, des Raumklimas und der Lärmsituation verbessern die Lern- und Arbeitsbedingungen für die pädagogischen Fachkräfte und Kinder unmittelbar. Bei der Festlegung der Präventionsmaßnahmen sind die individuellen Rahmenbedingungen und das pädagogische Konzept zu berücksichtigen. Bei der Vermeidung von Muskel-Skelett-Erkrankungen spielen etwa das Alter und die körperliche Verfassung der Beschäftigten eine Rolle, aber auch die etwaige Versorgung von Kindern mit körperlichen Behinderungen, die spezielle Unterstützung oder Hilfsmittel benötigen. Für Kinder oder Beschäftigte mit Sehbeeinträchtigungen sind besondere Beleuchtungskonzepte nötig. Die Akustik in den Räumen muss vor allem beachtet werden, wenn viele Kinder mit Migrationshintergrund oder Sprachstörungen betreut werden.

## Schweiz

### Begriff
Eine Kindertagesstätte ist eine „Institution, die montags bis freitags ganztags geöffnet ist und in der den Kindern ein Mittagessen angeboten wird“, anders als zum Beispiel in Spielgruppen. Das freie Spielen steht im Vordergrund, wobei darauf geachtet wird, nach dem Bildungsplan des jeweiligen Kantons zu arbeiten.
Der Begriff Kindertagesstätte umfasst in der Schweiz Krippen und Kinderkrippen, Horte und Kinderhorte sowie Tagesheime (auch als Tagi abgekürzt). Die Bedeutungen der Begriffe überschneiden sich stark und werden individuell und kantonal uneinheitlich verwendet. Tendenziell werden in Kinderkrippen eher Kinder im Vorschulalter betreut, während Horte oft kurzzeitige Betreuungen im Zusammenhang mit Veranstaltungen (Sonntagsmesse, Museumsbesuch, Wellness-Center) leisten. Tagesheim wird lokal im Raum Basel verwendet und schließt meist die Freizeitbetreuung von Schulkindern mit ein; im Kanton Bern sind mit dem Begriff Tagesheim ausschließlich Institutionen zur Betreuung von Schulkindern gemeint. In beiden Gebieten ist der Begriff nicht zu verwechseln mit dem Kinderheim, das eine 24-Stunden-Betreuung umfasst. Der von Deutschland beeinflusste Begriff Kindertagesstätte wurde in der Schweiz zunächst zögerlich verwendet, erfährt aber seit etwa 2005 eine zunehmende Verbreitung als interkantonal verständlicher Begriff, der den Vorschul- und den Schulbereich gleichermaßen umfasst. Dies fand zum Beispiel 2008 seinen Ausdruck in der Namensänderung des Dachverbandes von Schweizerischer Krippenverband zu Verband Kindertagesstätten der Schweiz.
Die Betreuung umfasst die gesamte Zeitspanne von der Geburt bis zum Alter von 16 Jahren. Das höchste Betreuungsaufkommen findet sich jedoch zwischen dem dritten Lebensmonat und dem Kindergarteneintritt mit fünf bzw. sechs Jahren.

### Politische Einbettung
Die vor- und außerschulische Betreuung von Kindern ist Sache der Gemeinden, der Privatwirtschaft und der Kirchen. Entsprechend unterschiedlich sind die pädagogischen und finanziellen Rahmenbedingungen. Im Raum Basel werden zum Beispiel 43 % der Kindertagesstätten staatlich bezuschusst, während die übrigen Kindertagesstätten die Leistungen durch die Elternbeiträge decken müssen (Stand Februar 2006). Im Allgemeinen stellen die Kantone die Richtlinien zur Errichtung und Führung einer Kindertagesstätte auf und haben eine Kontrollfunktion. Das Amt für Tagesbetreuung, sofern vorhanden, ist je nach Kanton dem Gesundheits-, dem Sozial-, dem Justiz- oder dem Erziehungsdepartement angegliedert. Auf Landesniveau bildet der Verband Kinderbetreuung Schweiz (kibesuisse) ein Dach. Dieser sieht als seine Hauptfunktion die Erstellung von Qualitätsrichtlinien und die Implementierung dieser Richtlinien, insbesondere da, wo kantonale Gesetze und Richtlinien fehlen.
2013 kam ein Parlamentsentwurf eines Artikels zu Volksabstimmung, welcher die Sorge der Kantone für ein bedarfsgerechtes Angebot an familien- und schulergänzenden Tagesstrukturen in der Verfassung verankern sollte, ebenso wie eine subsidiäre Rolle des Staates bei der Förderung der Vereinbarkeit von Familie und Beruf. Der Antrag erhielt die Unterstützung aller Parteien außer SVP und FDP. Er wurde schließlich durch das Obligatorische Referendum abgelehnt, da er zwar die mehrheitliche Zustimmung der Bevölkerung aber kein Ständemehr erhielt; vor allem ländliche Kantone, tendenziell auch deutschschweizer Kantone, stimmten dagegen.

### Gesellschaftliche Einbettung
In der Schweiz gibt es seit Beginn des 20. Jahrhunderts Kindertagesstätten. Vor allem in der Zeit seit den 1970er Jahren hat sich eine starke Veränderung des gesellschaftlichen Verständnisses der familienexternen Tagesbetreuung im Allgemeinen und damit auch der Kindertagesstätten im Speziellen vollzogen: Aus der sozialen Not der Platzierung eines Kindes in einer Kindertagesstätte hat sich eine Freiwilligkeit entwickelt, die motiviert ist durch
- den Wunsch der Mutter, außerhalb der Familie zu arbeiten (siehe auch Chancengleichheit, Gleichstellungspolitik),
- die Absicht, dem Kind frühzeitig soziale Kontakte zu ermöglichen,
- die integrationspolitische Zielsetzung, insbesondere in Orten mit hohen Ausländeranteilen eine Nivellierung der sprachlichen Voraussetzungen bis zum Schuleintritt herbeizuführen.

### Angebot und Nachfrage
Bezüglich Angebot und Nachfrage gibt es große regionale Unterschiede, die unter anderem urbanitätsbedingt sind. In ländlichen Gebieten übernehmen teilweise Spielgruppen mit einem zeitlich enger begrenzten Angebot die soziale Rolle von Kindertagesstätten. Eine nationale NFP-Studie prognostizierte im Juni 2005 unter bestimmten Voraussetzungen einen landesweiten Mangel von 50.000 Krippenplätzen. Ob die Voraussetzungen dieser Studie erfüllt sind, ist in der Presse umstritten, zumal in den Kantonen Basel-Stadt, Basel-Landschaft, Aargau, Zürich und Bern teilweise die Rede ist von einem Überangebot. Allerdings bezieht sich das Überangebot typischerweise auf nicht von den Gemeinden bezuschusste Anbieter. Der Bund und daneben einzelne Kantone fördern mit so genannten Impulsprogrammen die Errichtung neuer Kindertagesstätten. Das Programm des Bundes bezuschusst Kita-Gründungen unter bestimmten Voraussetzungen seit 2003 und voraussichtlich bis ins Jahr 2011.